# Lancashire
Lancashire [ˈlæŋkəʃər] ist eine Grafschaft im Nordwesten Englands. Der Name selbst entstammt Lancaster und shire.
Die Grafschaft grenzt an die Irische See sowie die Countys Cumbria, North Yorkshire, West Yorkshire, Greater Manchester und Merseyside und die grafschaftsfreien Gebiete von Blackpool und Blackburn with Darwen.

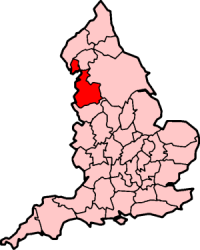
Lancashire, traditioneller Zuschnitt bis 1974

Vor der Gebietsreform von 1974 grenzte die Grafschaft noch an Cumberland, Westmorland, Yorkshire und Cheshire. Das Gebiet wurde nunmehr verkleinert, um die Verwaltung zu vereinfachen. Seit dem 1. April 1974 gehört das Gebiet von Furness (das ehemalige Gebiet Lancashires nördlich von Morecambe Bay) zu der neugegliederten Grafschaft Cumbria, südöstliche Teile gingen an Greater Manchester, südwestliche Teile wurden zu Merseyside. Die Stadt Warrington und die sie umgebenden Kreise mit den Ortschaften Winwick, Croft, Risley und Culcheth wurden an Cheshire angeschlossen. Ein Teil des West Riding von Yorkshire in der Nähe von Clitheroe wurde an Lancashire angeschlossen. 1998 wurden Blackpool und Blackburn with Darwen grafschaftsfreie Körperschaften (Unitary Authorities), verblieben aber nominell für protokollarische Anlässe wie für Maßnahmen der Gefahrenabwehr innerhalb von Lancashire.
Lancashire ist in mehrere Distrikte geteilt. Dies sind Burnley, Chorley, Fylde, Hyndburn, Lancaster, Pendle, Preston, Ribble Valley, Rossendale, South Ribble, West Lancashire und Wyre.
Die Bevölkerung der Grafschaft wurde 2010 auf 1.449.300 geschätzt.

## Städte und Ortschaften in Lancashire
- Abbeystead, Accrington, Adlington, Appley Bridge, Arkholme-with-Cawood, Aughton
- Bacup, Barnoldswick, Barrowford, Blacko, Bolton-le-Sands, Borwick, Botton Head, Brierfield, Brookhouse
- Capernwray, Carnforth, Catterall, Catton, Chatburn, Chipping, Chorley, Church, Clitheroe, Colne, Croston
- Downham, Dunsop Bridge
- Earby, Edenfield, Elswick
- Fleetwood, Freckleton
- Galgate, Garstang, Gisburn, Great Eccleston, Great Harwood, Gressingham, Grindleton
- Halton-on-Lune, Hest Bank, Heysham, Hurst Green
- Inglewhite, Ireby
- Kirkham, Knott-End-on-Sea
- Lancaster, Leck, Lowgill, Lytham, Lytham St. Annes
- Marshaw, Medlar-with-Wesham, Morecambe
- Nelson, Nether Kellet, Newton-in-Bowland
- Ormskirk, Oswaldwistle, Over Kellet
- Padiham, Poulton-le-Fylde, Preston
- Quernmore
- Ramsbottom, Ribchester, Rivington, Roach Bridge
- Sawley, Silverdale, Skelmersdale, Slaidburn, Stonyhurst
- Tarnbrook, Thornton, Thornton-Cleveleys, Tunstall
- Up Holland
- Waddington, Warton, Wennington, Whalley, Whitewell, Whittington, Whitworth, Wray, Wycoller
- Yealand Redmayne

## Sehenswürdigkeiten
- Abbeystead Weir
- Arnside Tower
- Astley Hall
- Bank Hall, Teil von English Heritage
- Beach Lighthouse
- Carr Brook
- Castle Stede
- Clitheroe Castle
- Cromwell’s Bridge
- Dow Brook
- Fylde
- Greaves Hall, Herrenhaus aus dem 19. Jahrhundert nahe in Banks nahe Southport
- Heysham Cliffs
- Jenny Brown’s Point
- Jubilee Tower
- Lancaster Castle
- Lancaster Cathedral
- Lancaster Priory
- Lancaster Station
- Leighton Hall, Herrenhaus aus dem 18. Jahrhundert nahe Carnforth
- Liverpool Castle
- Lune Aqueduct
- Lune Millennium Bridge
- Manchester Ship Canal
- Marshaw Wyre
- Mearley Brook
- Pendleton Brook
- Pharos Lighthouse
- Ribchester Bridge
- River Calder
- River Ribble
- River Wyre
- Rivington Pike, Hügel in Rivington
- Rivington Reservoirs
- Roman Baths Ribchester
- Sawley Abbey
- Skerton Bridge
- Spen Brook
- Tarnbrook Wyre
- Turton Tower
- Waddow Hall
- West Lancashire Light Railway
- Whalley Viaduct
- Wycoller Beck

## Politik

### Lancashire County Council
- Greens: 2
- Labour: 27
- LibDem: 2
- Cons.: 48
- Unabh.: 5

Con hat mit 48 Sitzen eine (knappe) absolute Mehrheit.

## Kulinarische Spezialitäten
- Aughton Pudding, ähnlich dem Plum/Christmas Pudding
- Black Pudding
- Blackburn Cake, Mürbeteig mit Apfelkompott gefüllt
- Butter Pie, Mürbeteig gefüllt mit Kartoffeln und Zwiebeln
- Chorley Cake, Mürbeteig mit Rosinen gefüllt
- Courting Cake, Biskuit mit Schlagsahne und Erdbeeren (ähnlich dem Victoria Sponge Cake)
- Lancashire (Käse)
- Lancashire Hotpot, Eintopf aus Lamm oder Hammel und Zwiebeln der mit Kartoffelscheiben belegt und gebacken wird
- Parkin, Lebkuchen aus Haferflocken, Gewürzen und dunklen Zuckerrübensirup
- Scouse (Eintopf)